# Sint-Stefanuskerk (Lippelo)

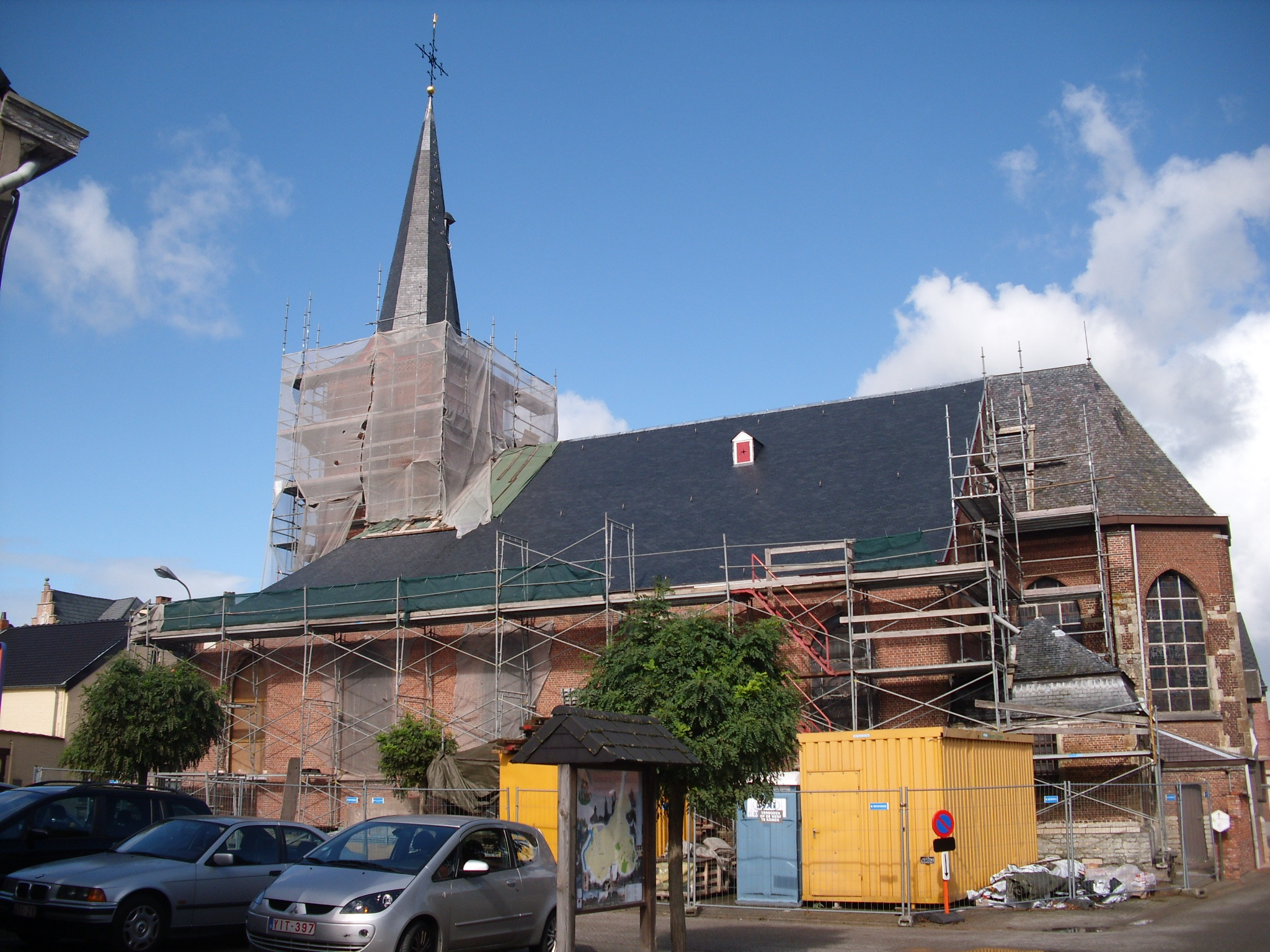
Sint-Stefanuskerk

De Sint-Stefanuskerk is de parochiekerk van de tot de Antwerpse gemeente Puurs-Sint-Amands behorende plaats Lippelo, gelegen aan Lippelodorp 36.

## Geschiedenis
In 1120 zou er al sprake zijn van een kerk in Lippelo, waarvan het patronaatsrecht toebehoorde aan de Abdij van Affligem. Het romaanse kerkje werd in 1640 verwoest en in 1662 werd de kerk herbouwd. Uit die tijd stamt het huidige koor.
In 1847-1852 werd de kerk vergroot, waarbij onder meer zijbeuken werden toegevoegd. De kerk werd verbouwd in neogotische trant naar ontwerp van Ferdinand Berckmans. Ook in 1863-1864 werden wijzigingen in neogotische stijl doorgevoerd naar ontwerp van Joseph Schadde.

## Gebouw
Het betreft een driebeukig bakstenen kerkgebouw met ingebouwde westtoren, welke drie geledingen heeft. Er is een vijfzijdige koorapsis in baksteen met zandstenen versieringen.

## Interieur
De beuken worden gescheiden door scheibogen met Toscaanse zuilen welke mogelijk 15e-eeuws zijn. De middenbeuk wordt overkluisd door een tongewelf. De orgeltribune is van 1766.
De kerk bezit enkele 18e-eeuwse schilderijen, nzmelijk: calvarie, boodschap van Gabriël aan Maria en Sint-Antonius abt. Een gepolychromeerd Mariabeeld is 17e-eeuws en een aantal heiligenbeelden zijn 18e-eeuws.
Het kerkmeubilair omvat een portiekaltaar van 1741, het noordelijk zijaltaar gewijd aan Onze-Lieve-Vrouw en zuidelijk zijaltaar gewijd aan Sint-Stefanus zijn van 1742. Het koorgestoelte en de lambrisering zijn van 1741 en de communiebank van 1758. De preekstoel is van 1815 en twee biechtstoelen zijn van 1778.
Het Van Peteghem-orgel is van 1774.